# Querechos
Els querechos eren un poble d'amerindis dels Estats Units. Els querechos eren apatxes. En 1541 el conquistador espanyol Francisco Vásquez de Coronado i el seu exèrcit sojornaren a l'est de la vall del riu Grande a la recerca d'una terra rica anomenada Quivira. Passant a través del que després seria el panhandle de Texas es va trobar amb un poble que va anomenar querechos. Aquesta va ser la primera incursió coneguda dels europeus a través de les Grans Planes dels Estats Units. Coronado i els seus cronistes van ser els primers europeus a descriure els nòmades caçadors de bisons de les Planes.
Els estudiosos estan d'acord que els querechos eren apatxes i navahos. Els apatxes eren nouvinguts a Texas, després d'haver arribat al Llano Estacado potser menys de 100 anys abans que els espanyol els visitessin. Una cultura agrícola llogaret al nord de Texas, la fase Antelope Creek, va desaparèixer al voltant de 1450. La raó de la seva desaparició pot haver estat el desplaçament dels apatxes o l'inici d'una fase climàtica més seca. En el moment de Coronado, sembla que els apatxe eren el poble dominant en una àmplia zona de les Grans Planes que s'estenia cap al nord des del Llano Estacado fins a Nebraska. Els querechos que va trobar Espejo en 1583 a Acoma eren navajos, la llengua i cultura dels quals aleshores era similar a la dels apatxes.

## Trobada amb els querecho
Coronado i el seu exèrcit van trobar un assentament querecho de prop de 200 "cases" al Llano Estacado del Panhandle de Texas i al costat de Nou Mèxic. Al Llano també van veure grans ramats de búfals o bisons. Segons els membres de l'expedició de Coronado, els querechos vivien "en tendes de campanya fetes de pells adobades de vaques (bisó). Viatgen al voltant de prop de les vaques matant-les per menjar .... Viatgen com els àrabs, amb les seves tendes de campanya i tropes de gossos carregats amb pals ... aquestes persones mengen carn crua i beuen sang. No mengen carn humana. Són una gent amable i no cruel. Són amics fidels. Són capaços de fer-se comprendre molt bé per mitjà de signes. Assequen la carn al sol, tallada finament com una fulla, i quan està seca la molen com menjar per mantenir-la i fer una mena de sopa per menjar .... S'assaona amb greix, que sempre tracten d'assegurar quan maten una vaca. Buiden un gran budell i l'omplen amb sang, i porten això al voltant del coll per beure quan tenen set.”
Aquest breu relat descriu moltes característiques típiques de la Cultura de les grans planúries americanes: tipis de pells, travois tirat per gossos, el llenguatge de signes, jerky i pemmican. En 1581, els exploradors espanyols de l'expedició de Chamuscado i Rodríguez van tenir una altra reunió amb el querechos. Els van trobar a un gran ranxeria de 400 guerrers al riu Pecos, probablement prop de Santa Rosa (Nou Mèxic). Els espanyols estaven especialment interessats en els gossos que tiraven dels travois amb totes les seves pertinences, Els indis van dir als espanyols que els ramats de bisons eren dos dies a l'est i eren "tan nombrosos com l'herba dels camps."
En 1565 Francisco de Ibarra trobà un poble de caçadors de bisons que anomenà querechos vora Casas Grandes Mèxic, centenars de quilòmetres d'on Coronado els havia visitat. Hi havia prop de 300 homes, les seves dones "atractives" i els nens visitant la zona, probablement en una missió comercial. Van dir que les grans ramats de bisons es podrien trobar quatre dies de viatge cap al Nord. Aquesta reunió indica que els querechos eren de llarg abast, fins i tot abans que van adquirir cavalls.
En 1583 l'explorador Antonio de Espejo trobà querechos a les muntanyes vora Acoma comerciant sal, cacera i pells de cérvols a canvi de llençols de cotó. Els va descriure com a bel·licosos i nombrosos.